# 下京区
下京区（しもぎょうく）は、京都市を構成する11区のひとつである。北辺を通る四条通の四条烏丸（烏丸通）から四条河原町（河原町通）までは京都府、京都市有数の繁華街となっている。

## 概要
同区内に立地する京都駅は、京都市周辺部のターミナルであり、周辺には京都タワー・京都駅ビルなどを中心に商業施設が集まっている。中京区・上京区とともに京都市の都心を形成している。
高度成長期に業務地化が進み人口が急減し、1980年代には高層マンションが増えたが人口は減り続けた。1995年以降都心回帰現象により人口が増加傾向に転じている。2005年に行われた国勢調査においても、隣接する中京区や南区などと並び人口増加区のひとつとなり、建物高さ規制は二転三転している。

## 地理

### 地形

#### 河川
主な川
- 堀川
- 鴨川
- 高瀬川

### 地域
- 区を構成する町：京都市下京区の町名を参照。

### 人口
| 下京区の人口の推移 |           |  |
| \| 1970年（昭和45年） \| 116,200人 \| \| \| 1975年（昭和50年） \| 99,779人 \| \| \| 1980年（昭和55年） \| 86,821人 \| \| \| 1985年（昭和60年） \| 78,744人 \| \| \| 1990年（平成2年） \| 73,457人 \| \| \| 1995年（平成7年） \| 70,662人 \| \| \| 2000年（平成12年） \| 71,212人 \| \| \| 2005年（平成17年） \| 75,437人 \| \| \| 2010年（平成22年） \| 79,287人 \| \| \| 2015年（平成27年） \| 82,668人 \| \| \| 2020年（令和2年） \| 82,784人 \| \| |           |  |
| 総務省統計局 国勢調査より |           |  |
| 1970年（昭和45年） | 116,200人 |  |
| 1975年（昭和50年） | 99,779人  |  |
| 1980年（昭和55年） | 86,821人  |  |
| 1985年（昭和60年） | 78,744人  |  |
| 1990年（平成2年） | 73,457人  |  |
| 1995年（平成7年） | 70,662人  |  |
| 2000年（平成12年） | 71,212人  |  |
| 2005年（平成17年） | 75,437人  |  |
| 2010年（平成22年） | 79,287人  |  |
| 2015年（平成27年） | 82,668人  |  |
| 2020年（令和2年） | 82,784人  |  |

### 隣接行政区
京都府：京都市
- 右京区
- 南区
- 中京区
- 東山区

## 歴史

### 中世
- 平安時代末期のころ、京都（平安京）の南側を下辺（しものわたり、しもわたり）、これに対し北側を上辺（かみのわたり、かみわたり）と呼ぶようになる。

これが中世にそれぞれ下京、上京となった。
下京と上京の境界はおおむね二条通であった。
上京には京都御所があって富裕者が集まっていたのに対し、下京は商業街区であり、民衆の町であった。

### 近代
明治時代
- 1868年 - 1869年（明治元年11月） 下京を下大組（しもおおぐみ）、上京を上大組（かみおおぐみ）とする[2][3]。
- 1869年（明治2年） 下大組と上大組の境界を二条通から三条通に変更、下京に32番組（現在の元学区）が成立する[2][3]。
- 1879年（明治12年）4月10日 郡区町村編制法により、京都府に下京区が設置される。
- 1889年（明治22年）4月1日 上京区と下京区を市域とする市制施行により、京都市が発足。上京区と下京区はともに京都市の行政区となる。

昭和
- 1929年（昭和4年）4月1日 上京区と下京区の2区から左京区、中京区、東山区が分区となる。
- 1934年（昭和9年）9月21日　室戸台風接近による強風のため下京区役所が倒壊[4]。

### 現代
昭和
- 1955年（昭和30年）9月1日 下京区から南区が分区となる。

## 施設

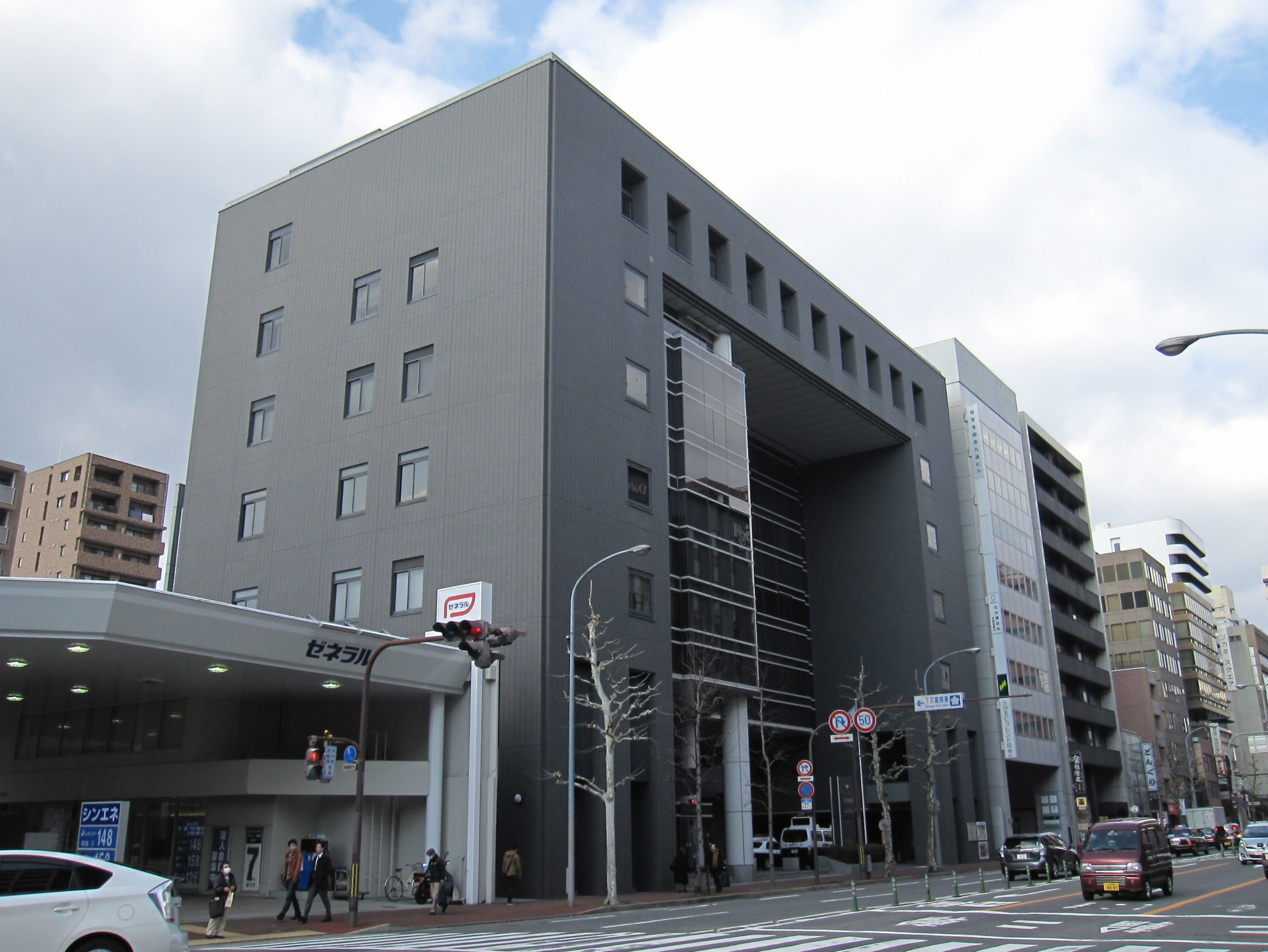
下京警察署

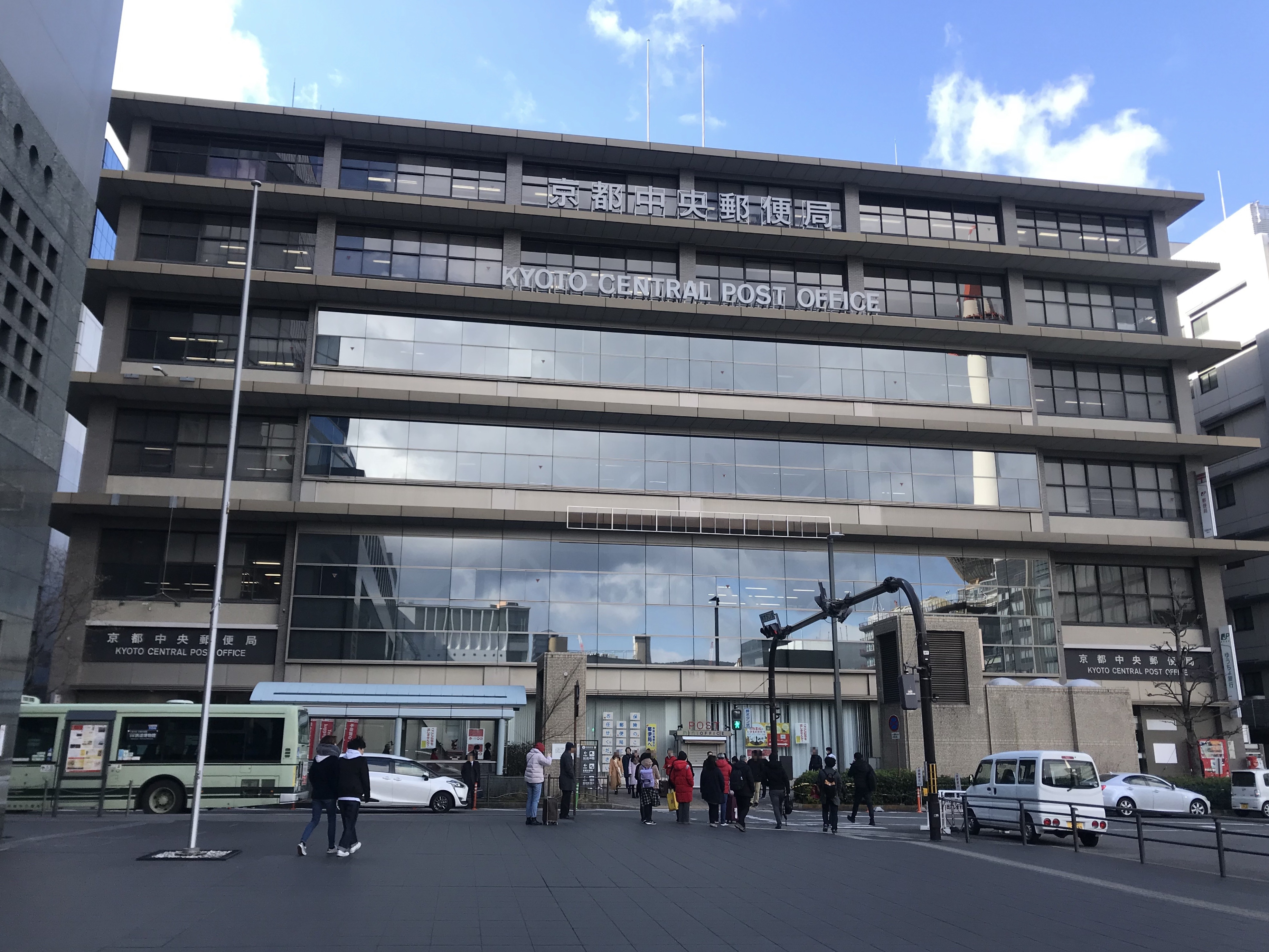
京都中央郵便局

### 警察
- 京都府下京警察署

交番
- 新京極交番（下京区四条通寺町東入）
- 仏光寺交番（下京区仏光寺通高倉西入）
- 元両替町交番（下京区室町通松原下る）
- 高辻交番（下京区高辻通河原町西入）
- 東洞院六条交番（下京区東洞院通花屋町下ル）
- 中堂寺交番（下京区中堂寺命婦町）
- 七条堀川交番（下京区七条通堀川西入）
- 七条新千本交番（下京区朱雀内畑町）
- 西八条交番（下京区七条御所ノ内南町）
- 花屋町交番（下京区西七条石ケ坪町）
- 塩小路交番（下京区上之町）
- 京都駅北交番（下京区烏丸通塩小路下ル） ※京都駅ビルの1Fに入居している。

### 消防
- 京都市下京消防署
  - 塩小路出張所（下京区上之町13番地）
  - 中堂寺出張所（下京区中堂寺北町71）

### 医療
主な病院
- 武田病院
- 新京都南病院

### 郵便局
- 京都中央郵便局
- 下京区の担当集配郵便局は以下の通りである。
  - 京都中央郵便局 - 600-0000、600-8xxx、601-0000、601-8xxx

### 図書館
主な図書館
- 京都市下京図書館

### 交流施設
- キャンパスプラザ京都
- 京都リサーチパーク
- ひと・まち交流館 京都

## 対外関係

### 外国公館

#### 領事館
名誉領事館
- 在京都ラオス人民民主共和国名誉領事館
- 在京都マルタ共和国名誉領事館

## 経済

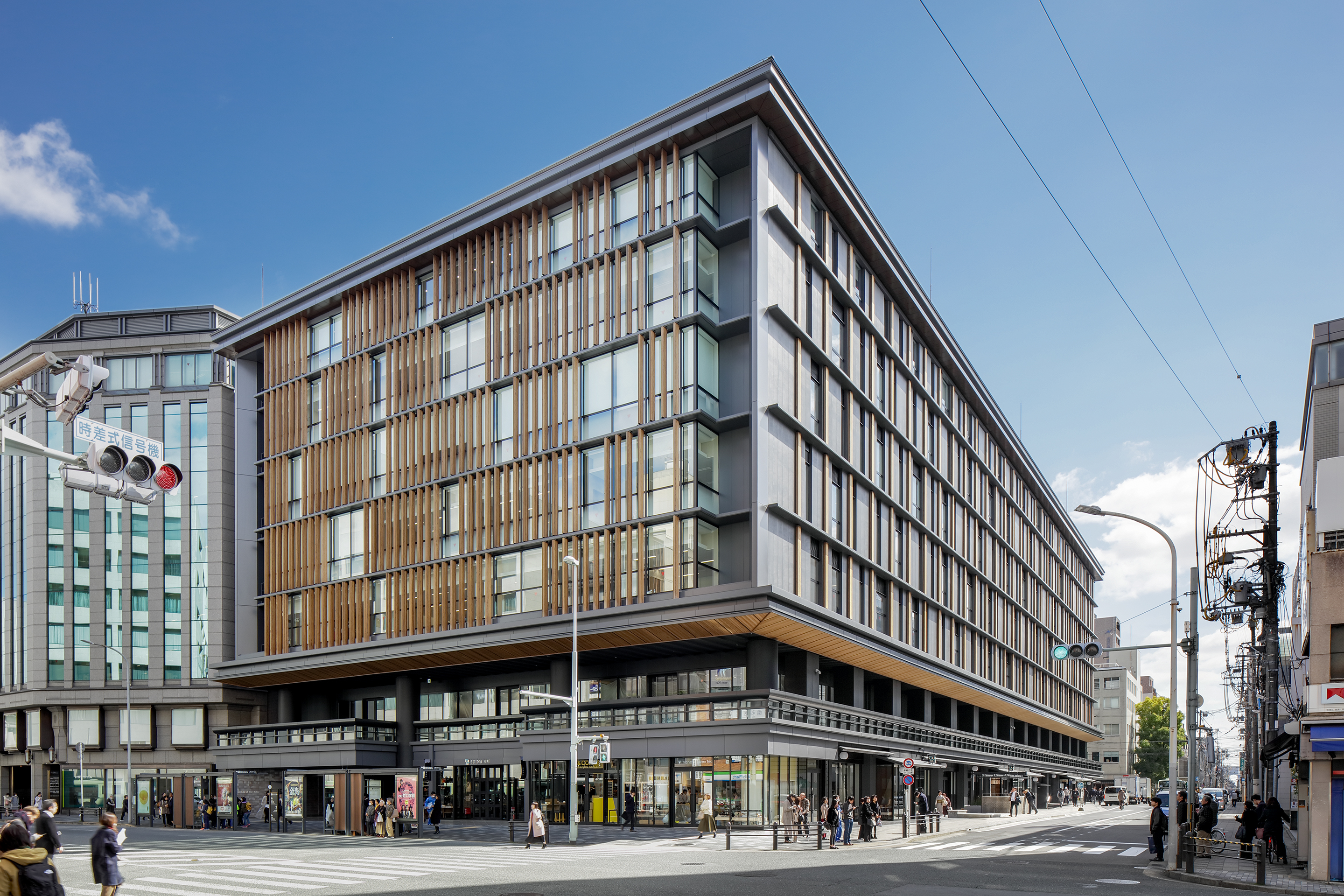
京都経済センター
（京都商工会議所）

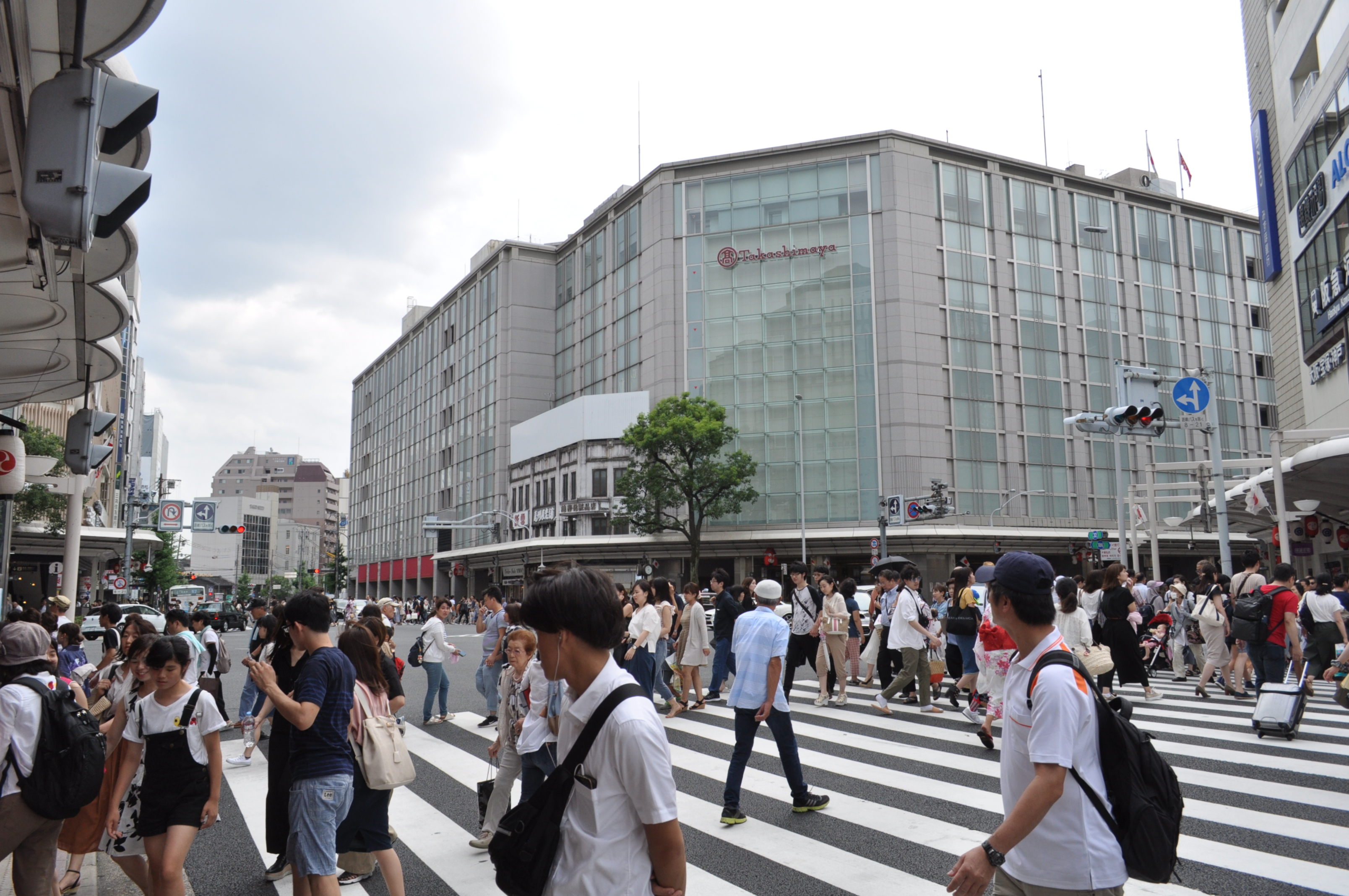
府下最大の繁華街である
四条河原町

京都市の都心を形成する行政区の1つでもあるため、多くの金融機関、企業の本社や支店が拠点を置いている。

### 第一次産業
市場
- 京都市中央卸売市場第一市場

### 第三次産業

#### 商業
地下街
- 京都駅前地下街ポルタ
- Kotochika京都
- Kotochika四条

主な商業施設

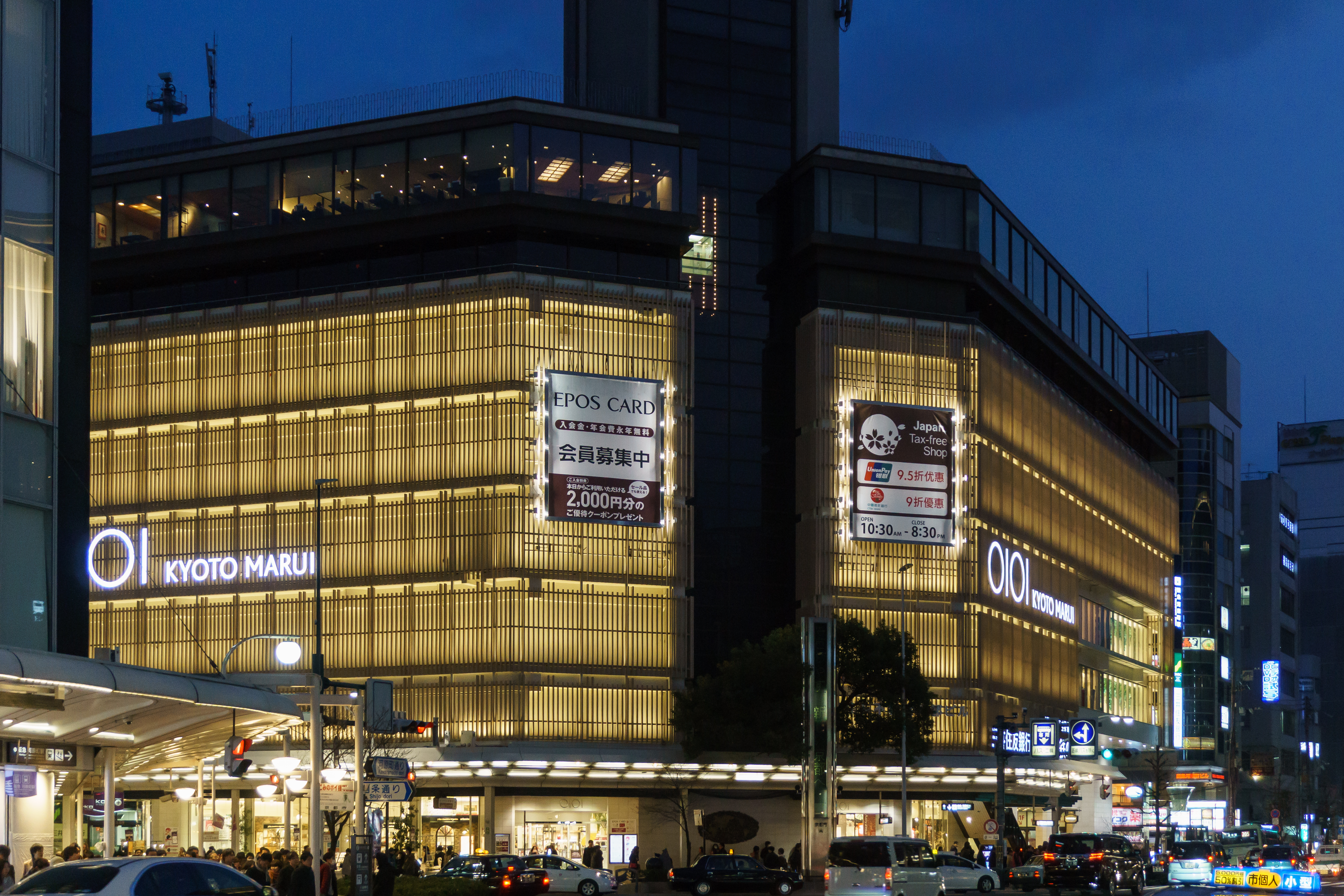
京都住友ビル（京都河原町ガーデン）
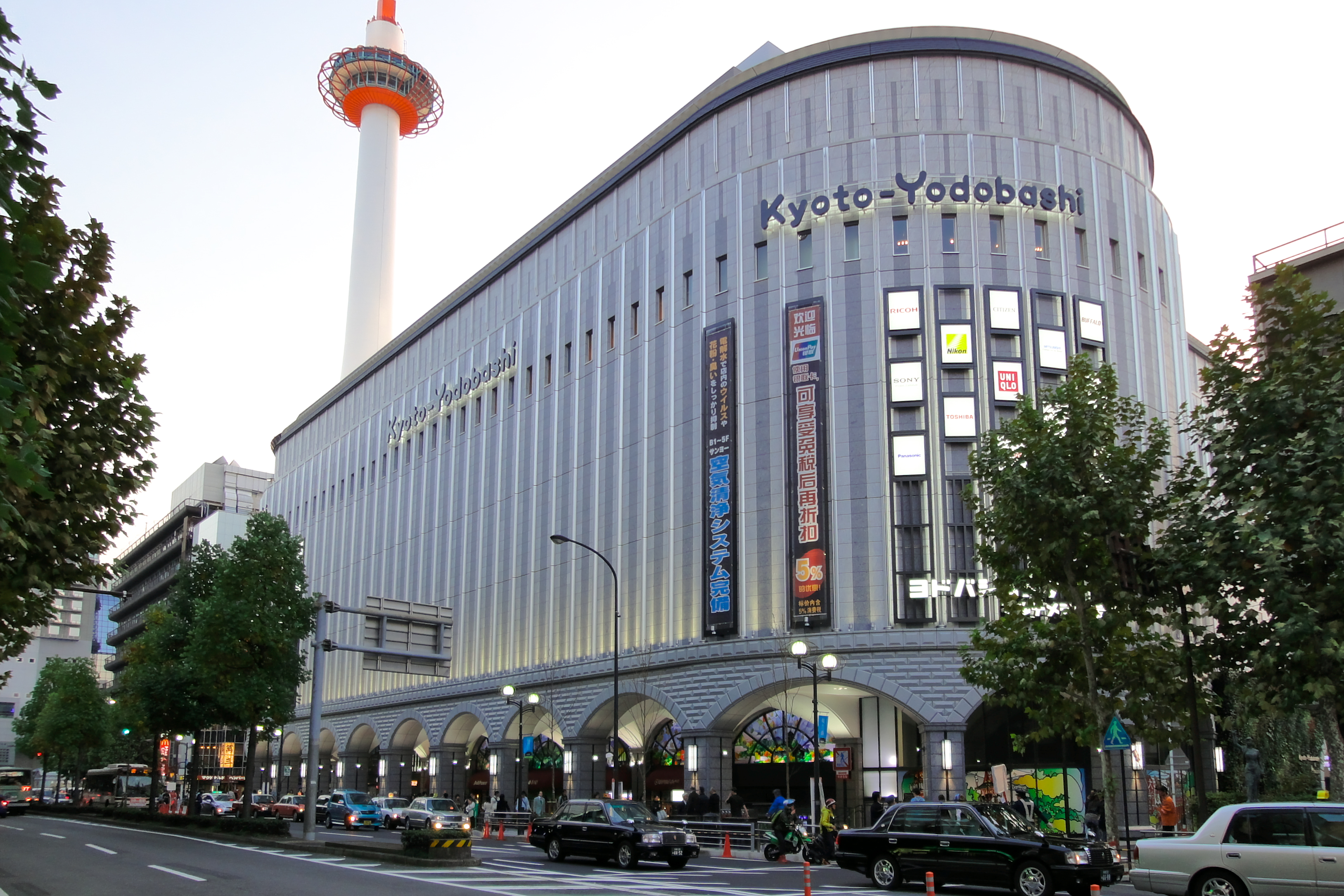
京都ヨドバシ
- GOOD NATURE STATION
- COCON KARASUMA
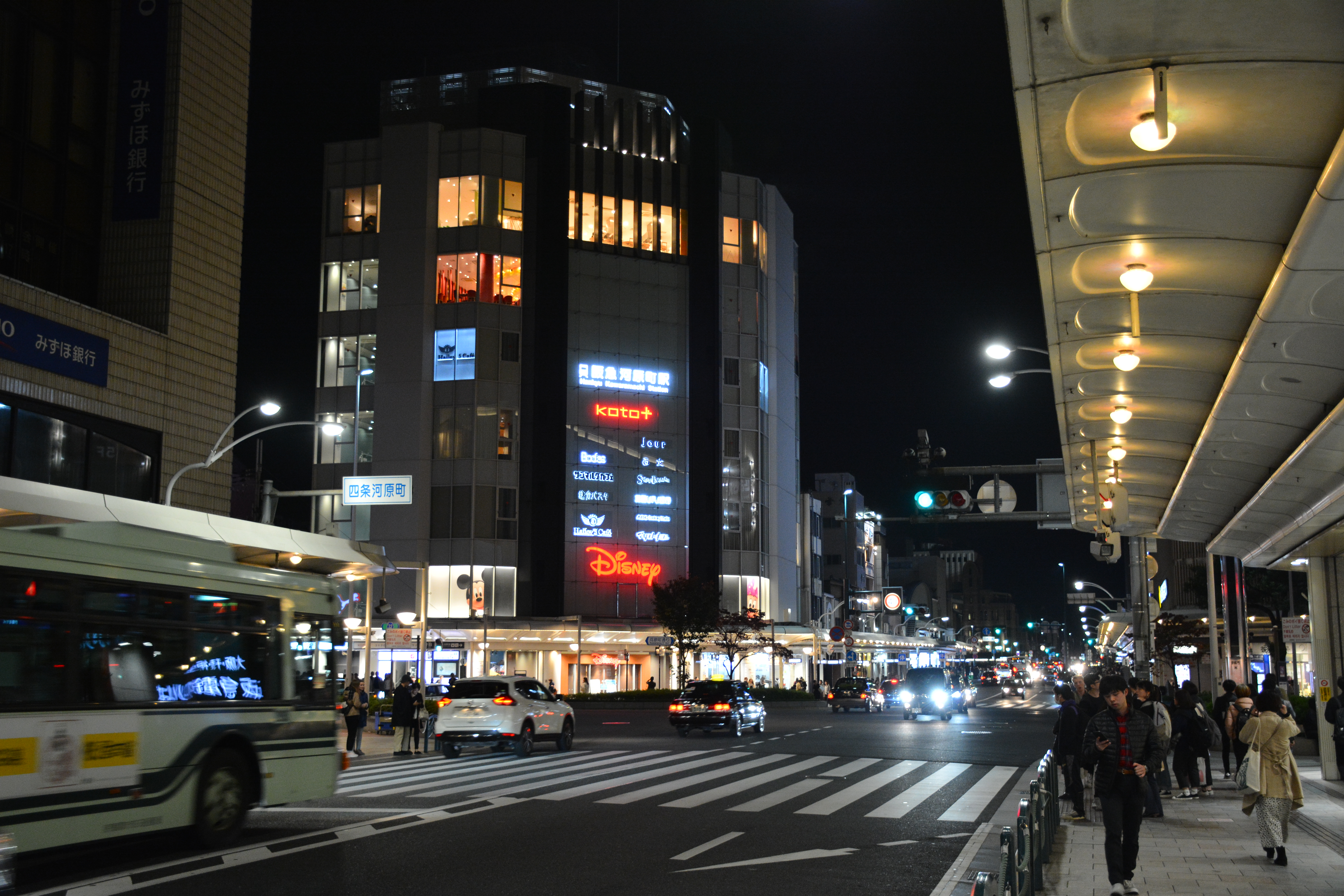
コトクロス阪急河原町
  - ディズニーストア京都四条河原町店
- SUINA室町（京都経済センター）
  - ポケモンセンターキョウト
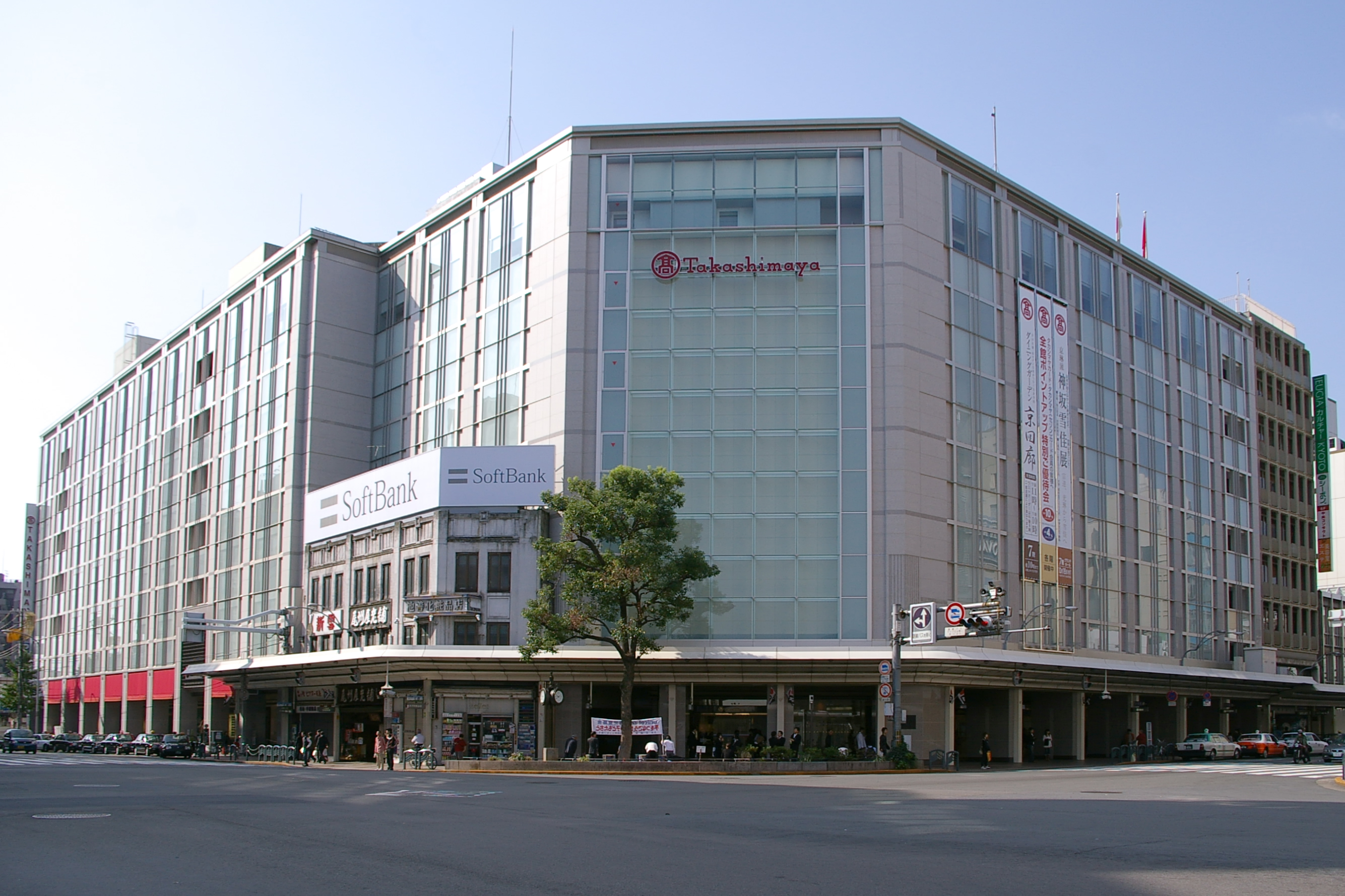
高島屋京都店
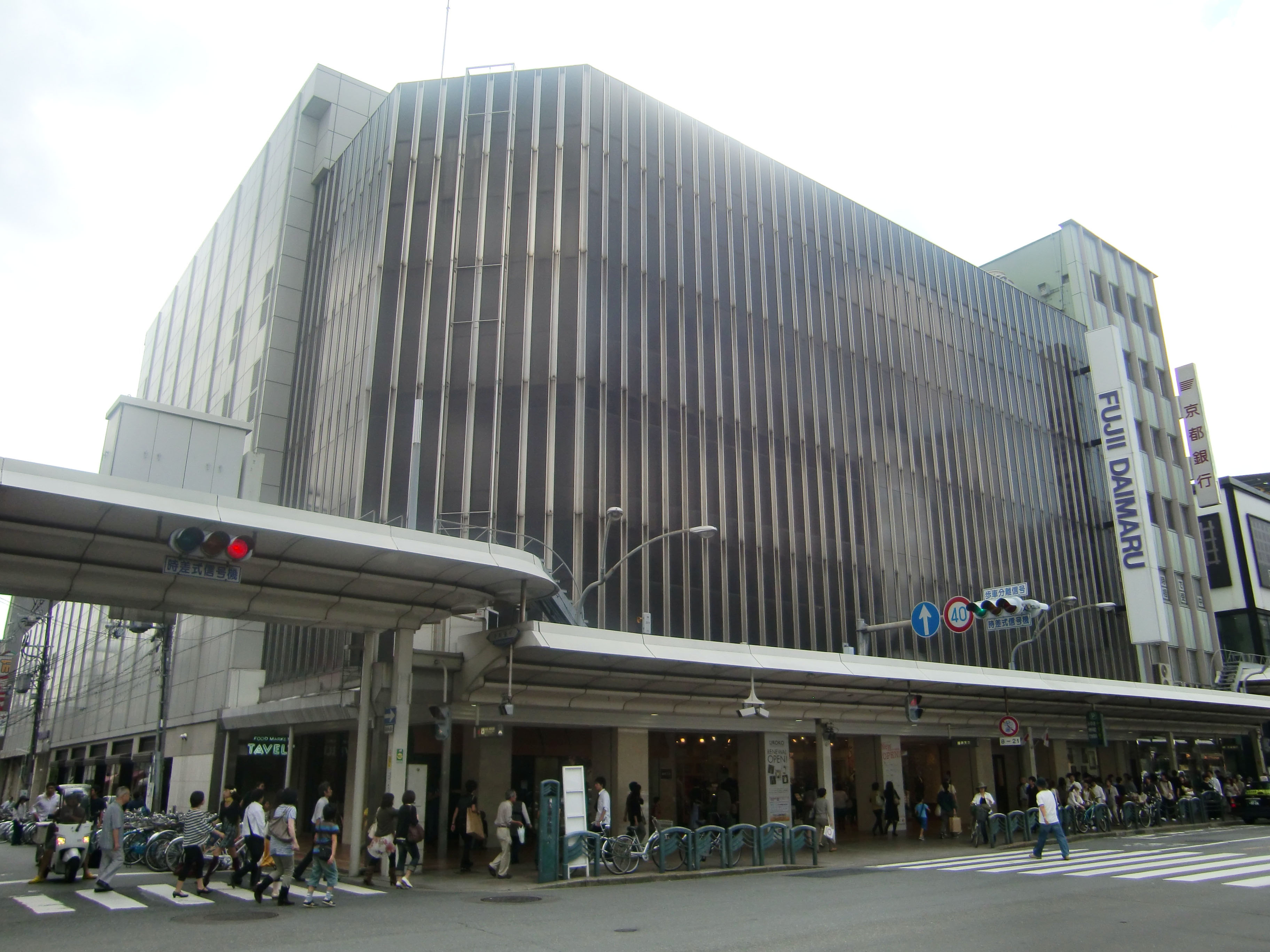
藤井大丸

- 京都河原町ガーデン
- 京都ヨドバシ
- コトクロス阪急河原町
- 高島屋京都店
- 藤井大丸

## 情報・通信

### マスメディア

#### 放送局
ケーブルテレビ
- J:COM 京都みやびじょん

ラジオ
- エフエム京都（α-STATION）

#### 出版社
- エスト出版

## 生活基盤

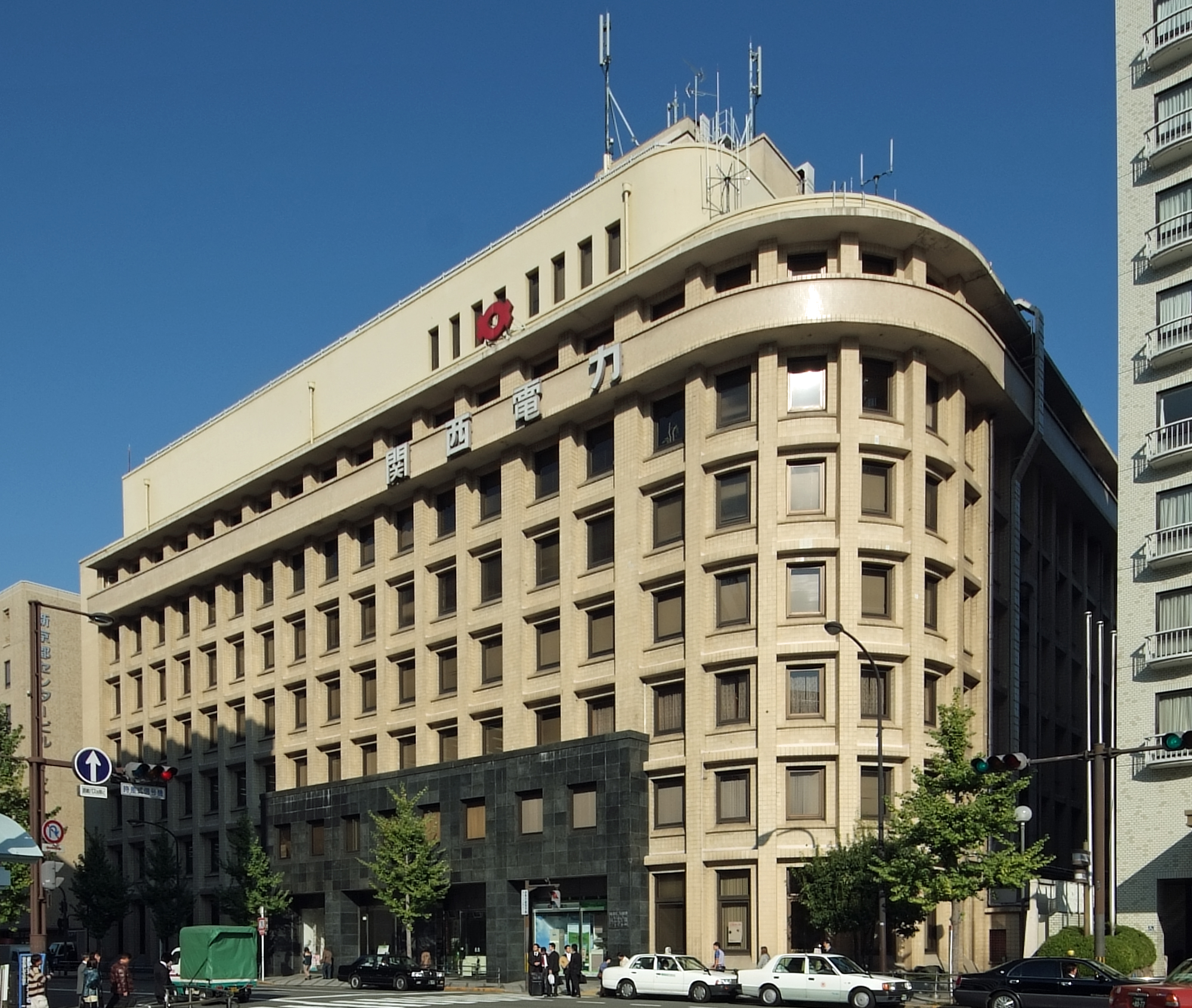
関西電力京都支店
旧京都電燈

### ライフライン

#### 電力
- 関西電力（旧京都電燈）
  - 関西電力送配電

#### ガス
- 大阪ガス

#### 上下水道
- 京都市上下水道局

#### 電信
- NTT西日本 NTT西日本-みやこ
- 日本テレネット

## 教育・研究機関

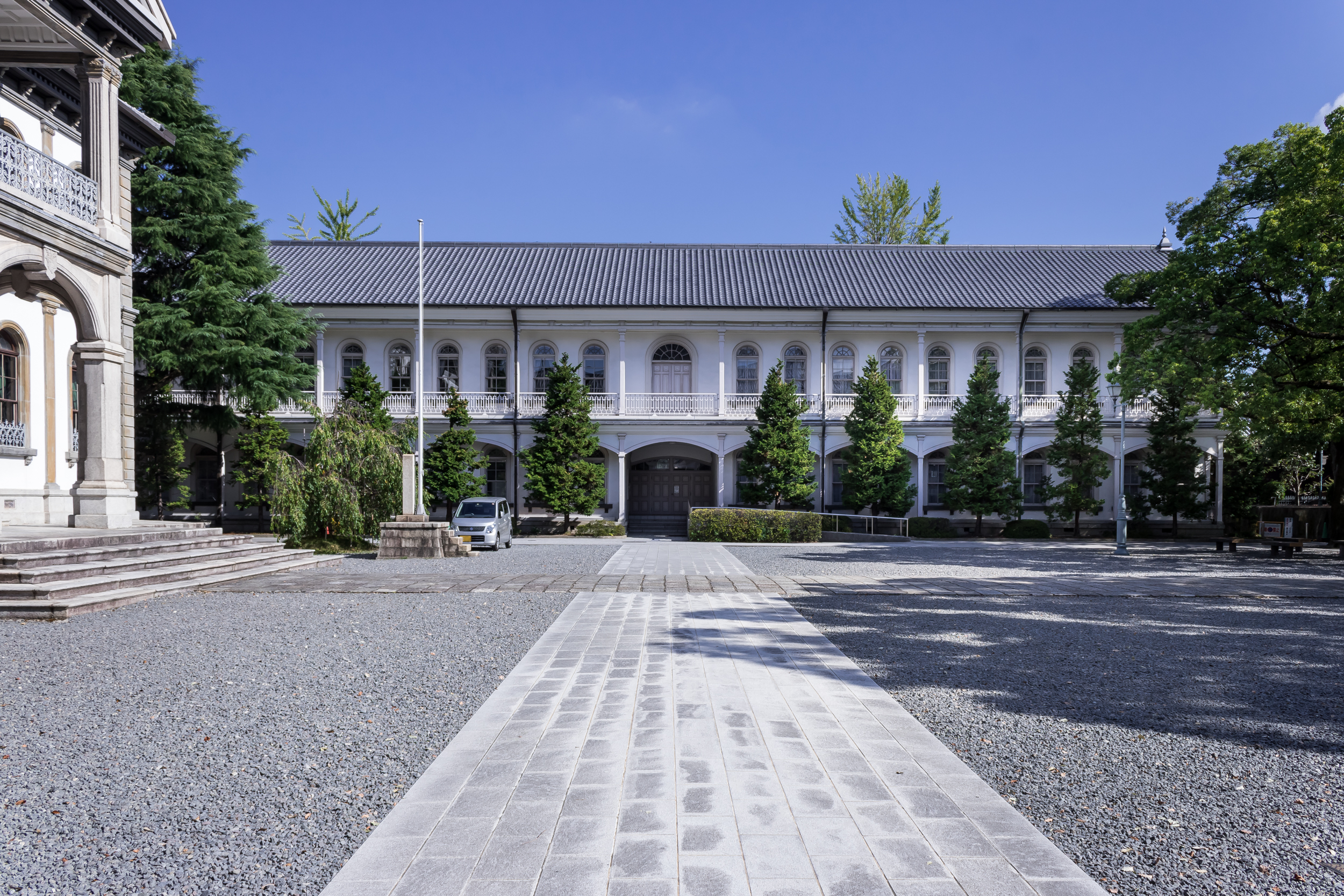
龍谷大学 大宮学舎

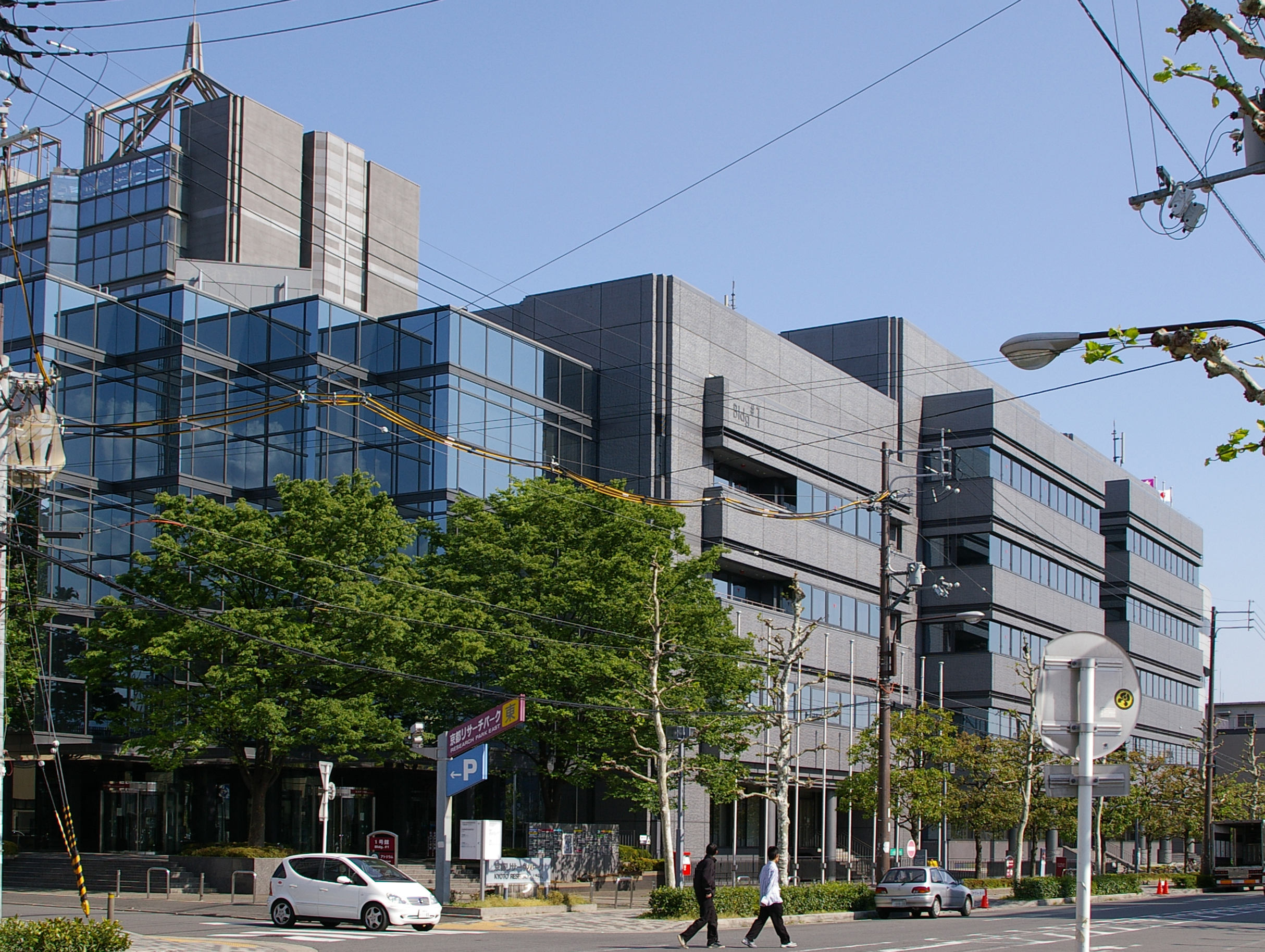
ベンチャービジネス支援のオープンイノベーションなどが行われる京都リサーチパーク

### 大学
国立·公立
- 京都市立芸術大学

私立
- 龍谷大学 大宮学舎

### 短期大学
私立
- 池坊短期大学

### 専門学校
私立
- 京都公務員&IT会計専門学校
- 学校法人大原学園
  - 大原簿記ビジネス公務員専門学校 京都校
  - 京都歯科衛生学院専門学校[5]

#### 高等学校
市立
- 京都市立美術工芸高等学校

私立
- 龍谷大学付属平安高等学校
- 京都産業大学附属高等学校

#### 中学校
市立
- 京都市立下京中学校
- 京都市立七条中学校
- 京都市立洛友中学校

私立
- 龍谷大学付属平安中学校
- 京都産業大学附属中学校

#### 小学校
市立
- 京都市立洛央小学校
- 京都市立下京渉成小学校
- 京都市立下京雅小学校
- 京都市立梅小路小学校
- 京都市立光徳小学校
- 京都市立七条小学校
- 京都市立西大路小学校
- 京都市立七条第三小学校

### 研究所
- 京都高度技術研究所（京都リサーチパーク）
- 地域計画建築研究所

## 交通

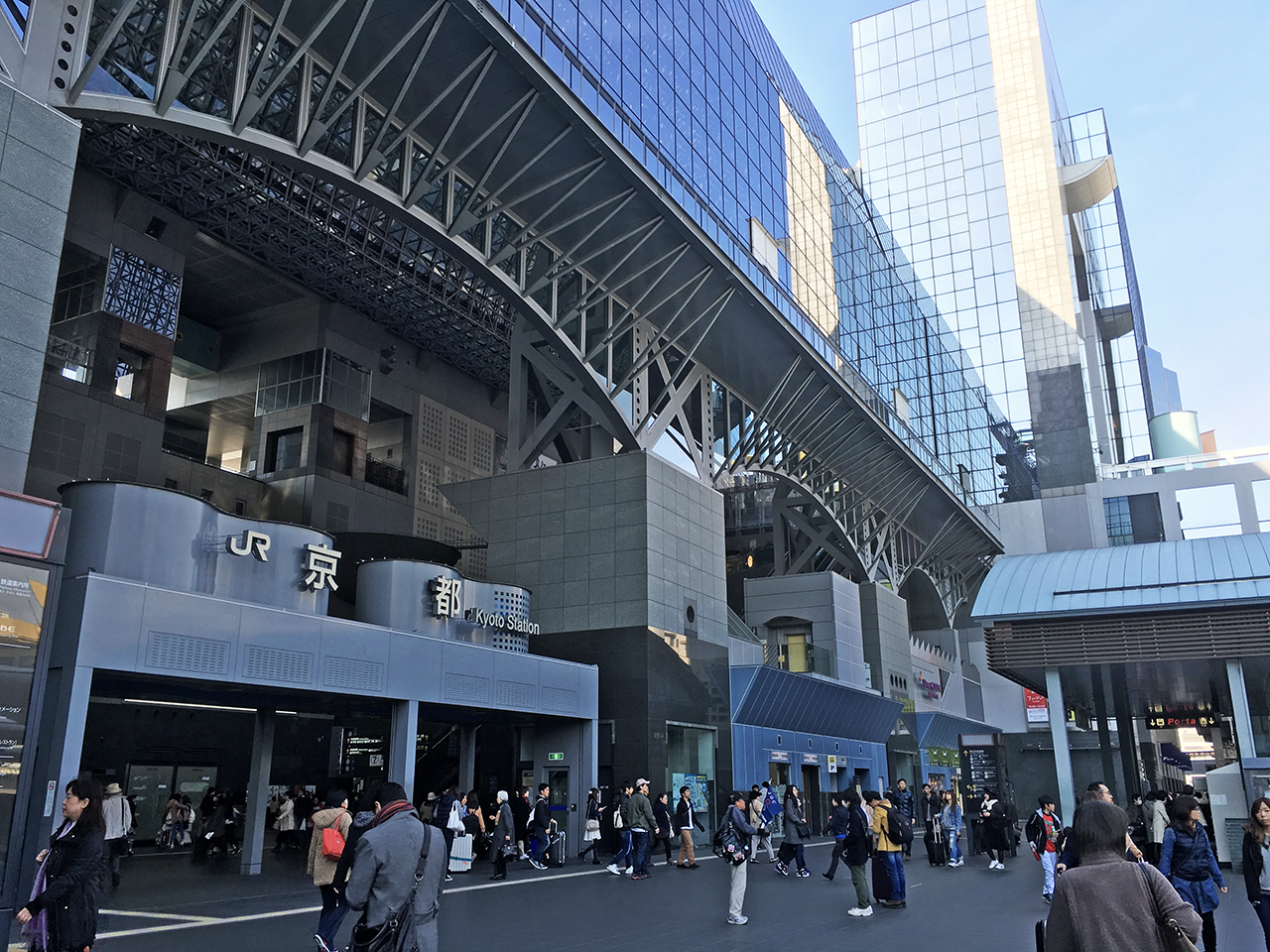
京都駅

### 鉄道
中心となる駅：京都駅

#### 新幹線
東海旅客鉄道（JR東海）
- 東海道新幹線：（至東京駅） ← 京都駅 → （至新大阪駅）

#### 鉄道路線
西日本旅客鉄道（JR西日本）
- 東海道本線（琵琶湖線・JR京都線）：（至米原駅） ← 京都駅 → （至大阪駅）
- 奈良線：京都駅 → （至木津駅）
- 山陰本線（嵯峨野線）：京都駅 - 梅小路京都西駅 - 丹波口駅 → （至園部駅）

近畿日本鉄道（近鉄）
- 京都線：京都駅 → （至大和西大寺駅）

阪急電鉄（阪急）
- 京都本線：（至十三駅） ← 烏丸駅 - 京都河原町駅

#### 地下鉄
京都市営地下鉄
- 烏丸線：（至国際会館駅） ← 四条駅 - 五条駅 - 京都駅 → （至竹田駅）

### 軌道
京福電気鉄道（嵐電）
- 嵐山本線：四条大宮駅→（至嵐山駅）

### 道路

#### 国道
- 国道1号（五条通、堀川通）
- 国道367号（烏丸通）

#### 主な通り
- 東西：四条通、五条通、七条通、塩小路通
- 南北：西大路通、千本通、大宮通、堀川通、烏丸通、河原町通

## 観光

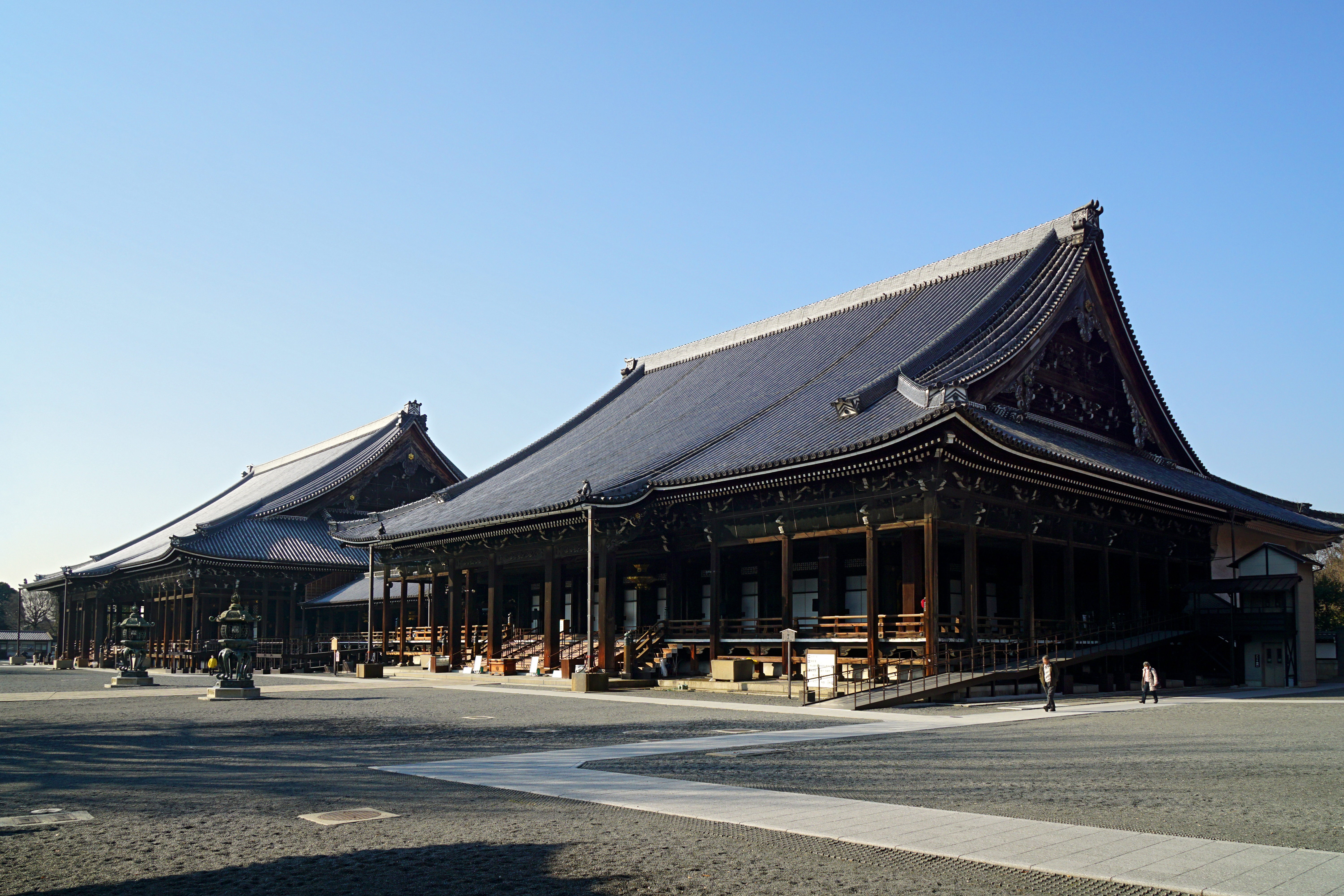
西本願寺（世界遺産）

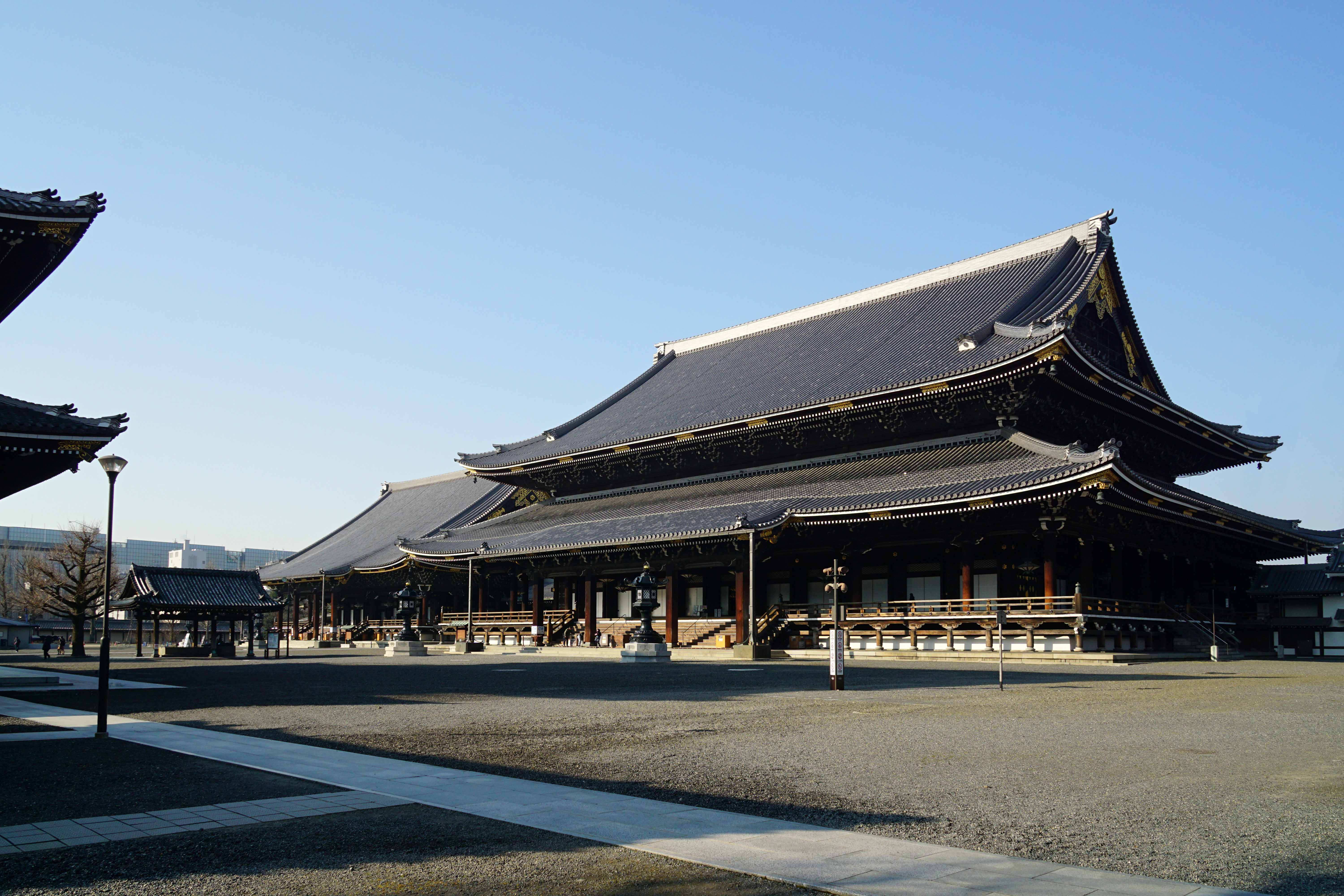
東本願寺

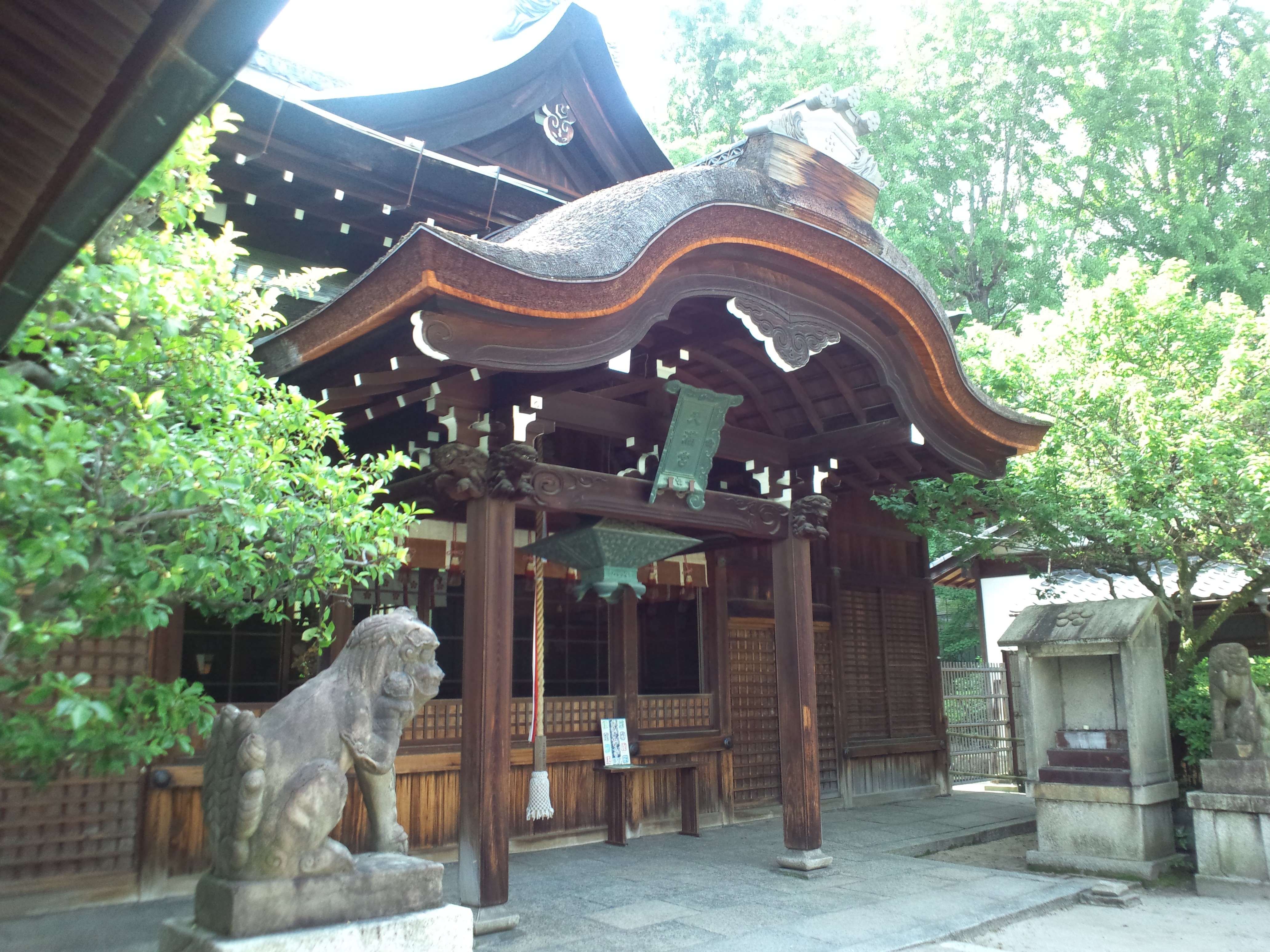
菅大臣神社

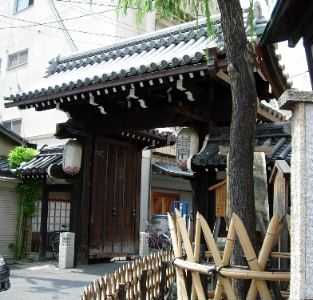
花街 島原 （島原大門）

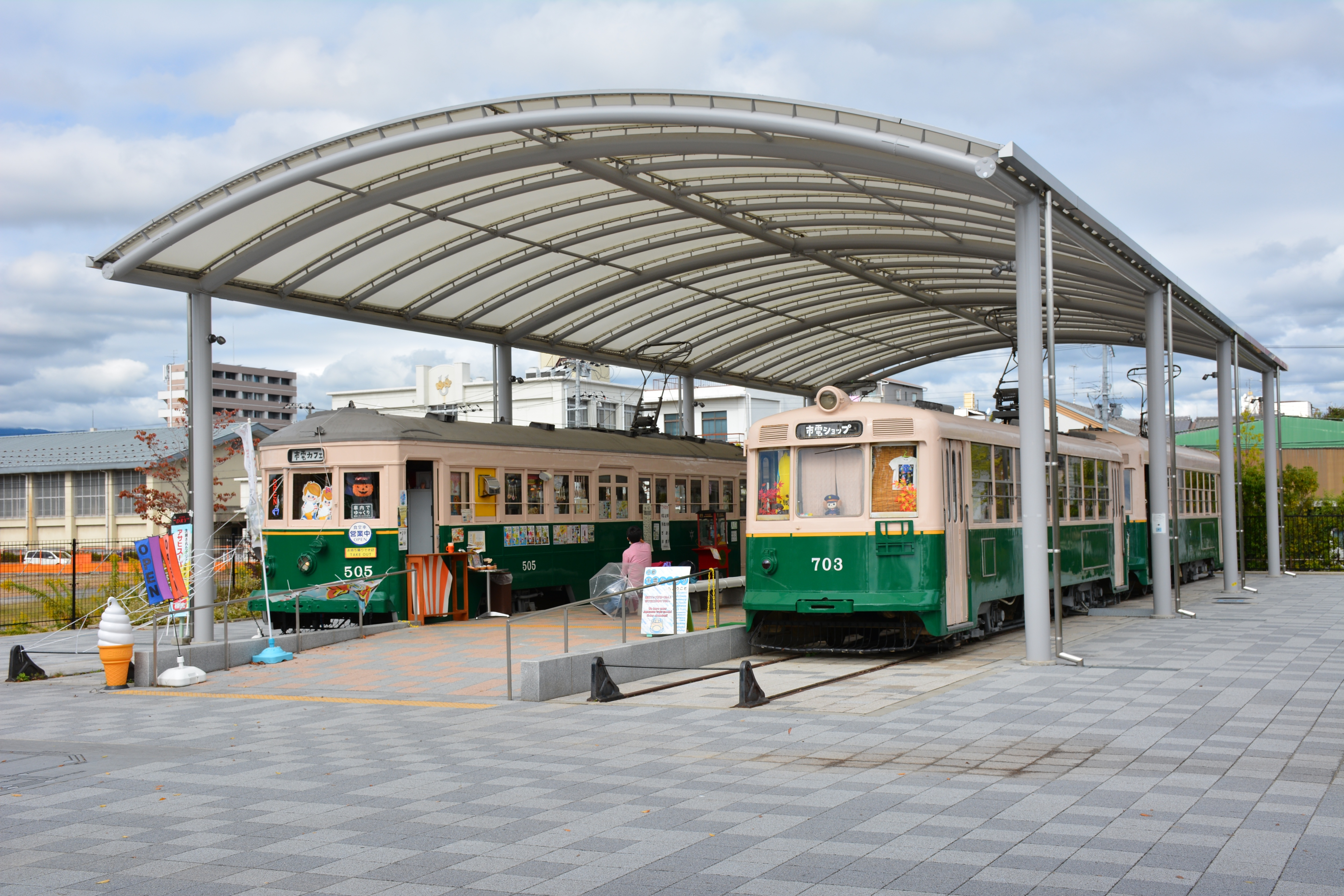
梅小路公園

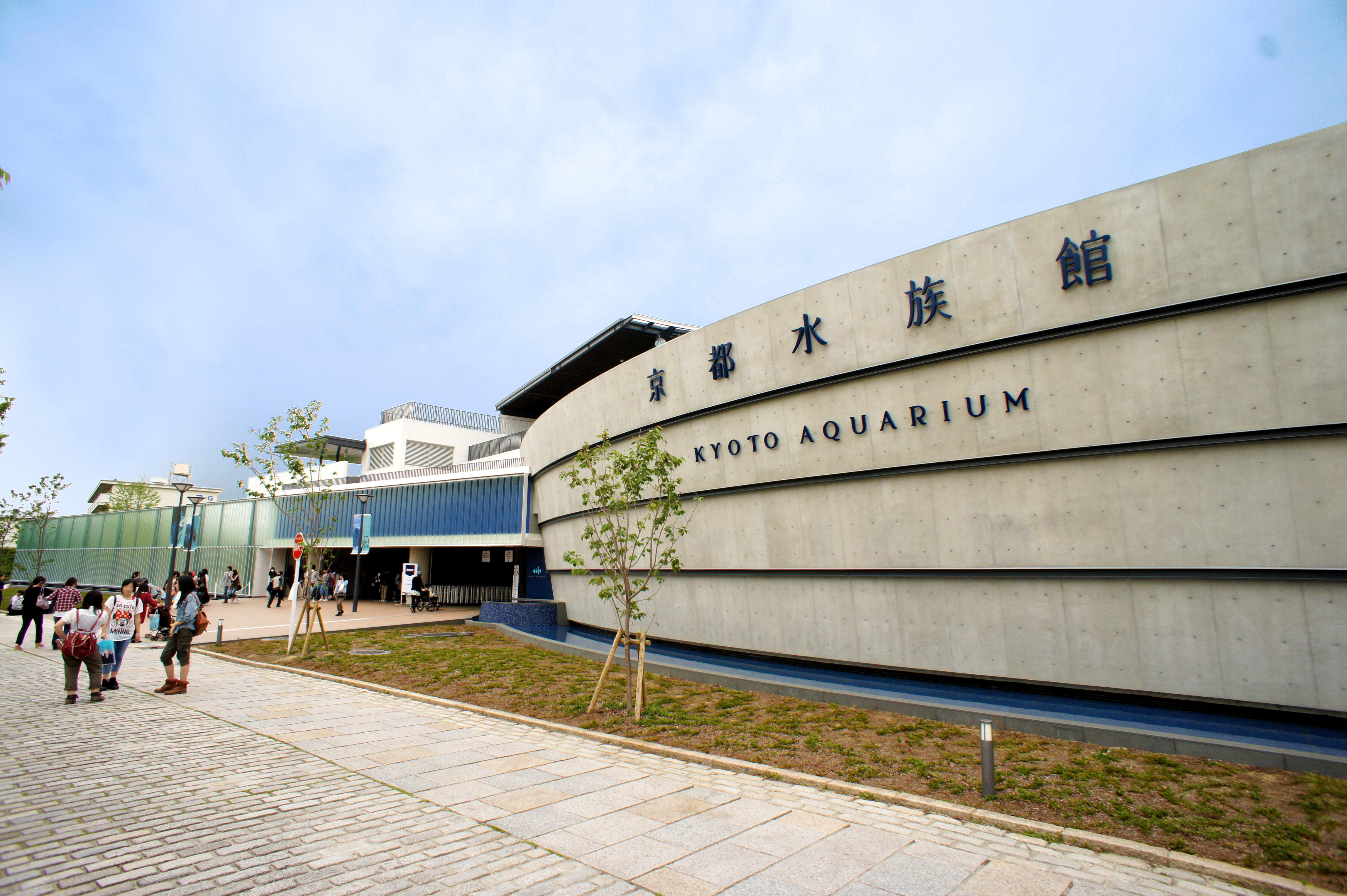
京都水族館

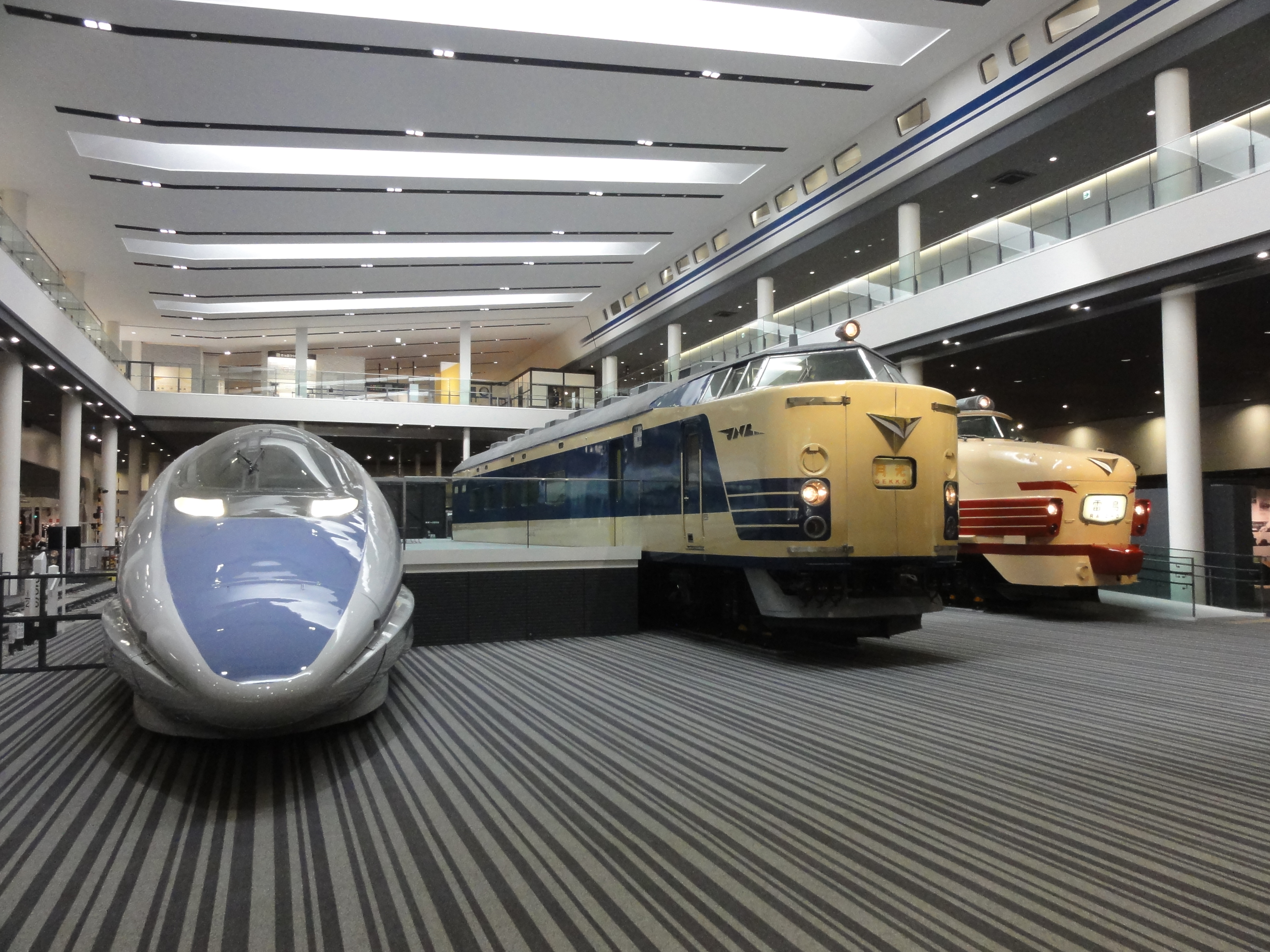
京都鉄道博物館

### 名所・旧跡
主な寺院
- 興正寺
- 金光寺（市屋道場）
- 金光寺（七条道場）
- 西蓮寺
- 勝光寺
- 荘厳寺
- 上徳寺（世継地蔵）
- 常楽寺
- 瑞雲院 - 血天井で有名
- 長圓寺 - 洛陽三十三所観音霊場
- 長講堂
- 西本願寺（本願寺） - 世界文化遺産
- 東本願寺（真宗本廟）
  - 渉成園（枳殻邸） - 東本願寺飛地境内地。名勝（国指定）。
- 平等寺 - 洛陽三十三所観音霊場
- 佛光寺
- 不動堂明王院
- 蓮久寺

主な神社
- 文子天満宮
- 菅大臣神社
- 北菅大臣神社
- 京都神田明神
- 五條天神社
- 神明神社
- 住吉神社
- 廃帝社
- 繁昌神社
- 火除天満宮

主な史跡
- 平安鴻臚館跡

### 観光スポット
- 梅小路公園
  - 京都鉄道博物館（旧梅小路蒸気機関車館）
  - 京都水族館
- 詰所
- 五条大橋
- 京都タワー
- 京都駅
- ならいごとの十色
- 龍谷大学
  - 大宮学舎（重要文化財5棟）
  - 龍谷ミュージアム
- 花街
  - 島原
    - 島原大門
    - 角屋もてなしの文化美術館
    - 輪違屋
- 柳原銀行記念資料館
- 丸福樓 - 1930年に建てられた任天堂旧本社（初代社屋）をリノベーションし、安藤忠雄設計の新棟を加え、2022年4月にホテルとして開業[6][7]。

## 文化・名物

### 祭事・催事

#### 祭事
- 祇園祭

#### 催事
- 京都音楽博覧会
- JR京都駅ビル大階段駈け上がり大会

### 団体・組織
- 京都府獣医師会
- 国際仏教文化協会
- 日本放射線技術学会

## 出身関連著名人

### 出身著名人
- 上村松園 - 日本画家
- 梅原龍三郎 - 洋画家
- 幸野楳嶺 - 日本画家
- 巨勢小石 - 日本画家
- 野村文挙 - 日本画家
- 金森萬象 - 映画監督
- 大野克夫 - 作曲家
- 上原茂行 - プロ野球・元東京ヤクルトスワローズ2軍バッテリーコーチ
- 遠藤太津朗 - 俳優
- 三田寛子 - タレント
- 目川重治 - 探偵
- 清水直行 - 元プロ野球選手（投手）
- 西脇隆俊 - 政治家、元官僚
- 清水照子（中国語版） - 日本統治時代の台湾の慈善家

### マスコット
- たわわちゃん - 京都タワーのマスコット